# Dorymyrmex bureni
Dorymyrmex bureni is een mierensoort uit de onderfamilie van de Dolichoderinae. De wetenschappelijke naam van de soort is voor het eerst geldig gepubliceerd in 1988 door Trager.